# Elisabeth Lemke
Elisabeth Lemke (ur. 1849 w Rąbitach koło Zalewa, wówczas Prusy Wschodnie, zm. 1925 w Sopocie, wówczas Wolne Miasto Gdańsk) – niemiecka historyk, badaczka folkloru, botaniki i pradziejów Prus Górnych, poetka i pisarka.
Urodziła się w rodzinie wschodniopruskiego ziemianina w majątku Rombitten (dziś Rąbity). Otrzymała wychowanie domowe i była samoukiem. Od dzieciństwa okazywała zainteresowanie zwyczajami i tradycją okolicznego ludu, które z czasem badała w sposób systematyczny. Zbierała okazy botaniczne oraz przeprowadzała prace archeologiczne rozkopując i badając kurhany. Od młodości zajmowała się również pisaniem opowiadań, wierszy i tekstów piosenek oraz układała aforyzmy. 
W roku 1886 przeniosła się do Berlina, gdzie kontynuowała studia nad folklorem i pradziejami Prus Wschodnich, a także botaniką i archeologią. Przeprowadziła około 200 wykładów i prelekcji na ten temat, które następnie były drukowane w czasopiśmie naukowym niemieckiego Stowarzyszenia Folklorystycznego.
Niezależność finansowa pozwoliła jej podróżować między innymi po Ameryce, Rosji i Afryce Północnej. Pozyskane przez nią artefakty trafiały do muzeów w Berlinie, Gdańsku, Królewcu i Norymberdze.
Główną pracą Elisabeth Lemke było trzytomowe dzieło Volkstümliches in Ostpreußen opublikowane w Morągu i Olsztynie w latach 1884, 1887 i 1899, gdzie zawarła wyniki swoich badań nad folklorem Prus Wschodnich, a zwłaszcza Prus Górnych (Oberland). W dziele tym umieściła podania (117), bajki (67), wierzenia, obrzędy oraz pieśni z okolic Zalewa.
W 1881 wyszły drukiem w Gdańsku również jej opowiadania i wiersze, a rok później opublikowała zbiór swoich aforyzmów.
W roku 1899 jako pierwsza kobieta otrzymała złoty medal od Muzeum Marchii w Berlinie. Była również członkiem wielu towarzystw naukowych i badawczych.
Po I wojnie światowej Elisabeth Lemke zamieszkała w Oliwie koło Gdańska. Zmarła niezamężna w roku 1925 w domu spokojnej starości w Sopocie.